# Calculatrice mécanique
Pour les articles homonymes, voir Calculatrice (homonymie).

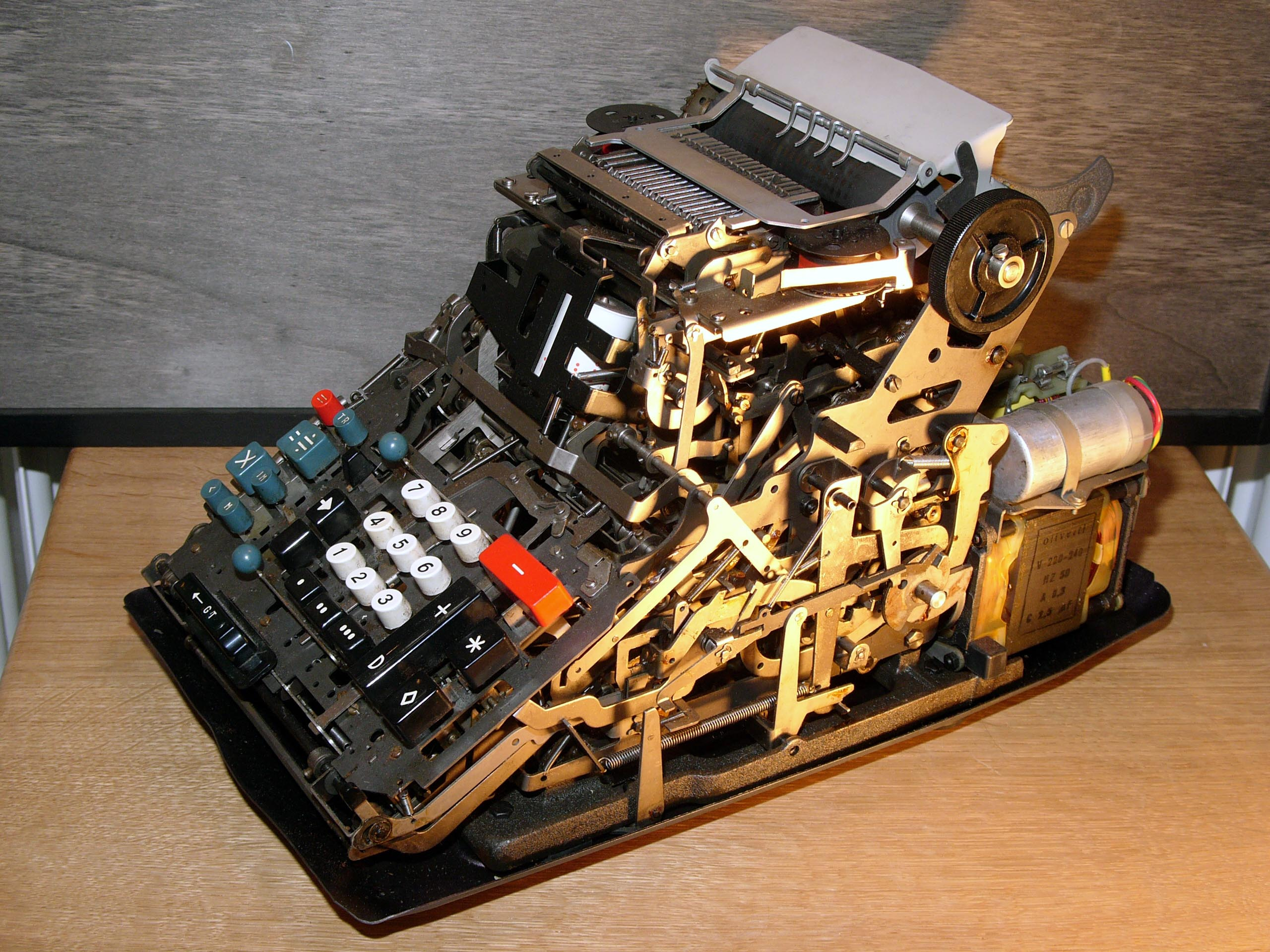
Exemple de calculatrice mécanique : la Divisumma 24 d'Olivetti, datant de 1964. Le capot est retiré afin de faire ressortir le mécanisme de la machine. Les moteurs électriques sont à l’arrière

Une calculatrice mécanique, appelée selon l'époque machine à calculer ou machine arithmétique, est une machine conçue pour simplifier et fiabiliser des opérations de calculs, et dont le fonctionnement est principalement mécanique.
Le nom machine arithmétique fut choisi par Blaise Pascal, et donc utilisé à partir de 1642 et pendant tout le XVIIIe siècle. Il fut suivi du nom machine à calculer, qui fut utilisé pendant le XIXe siècle et la première moitié du XXe siècle. Le nom calculatrice mécanique, néologisme de la deuxième moitié du XXe siècle, fut utilisé pour différencier les machines à calculer mécaniques des machines à calculer électroniques à partir de 1961, date de présentation de la première calculatrice entièrement électronique de Sumlock Comptometer.

## Historique

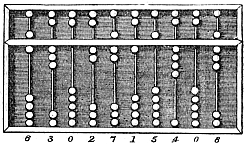
Dessin de boulier ; le nombre représenté est 6302715408).

### Origines
Les abaques, outils d'aide au calcul, sont utilisés depuis plusieurs millénaires. Outre le fait de compter sur ses doigts, le plus ancien outil de calcul est probablement le bâton de comptage. Le boulier est inventé avant 2000 av. J.-C.
Des calculateurs analogiques sont construits aux époques antique et médiévale afin de réaliser des calculs astronomiques, comme la machine d'Anticythère, ou l'astrolabe grecs (vers 150-100 av. J.-C.), les outils conçus par Al-Biruni comme le planisphère (vers 1000), l'équatoire et l'astrolabe universel indépendant de la latitude d'Al-Zarqali (vers 1015) ou la tour-horloge astronomique de Su Song (vers 1090).
La suite de l'histoire se déroule sur quatre siècles et dure environ 330 ans, dont 120 ans seulement de production industrielle (1851-1970 environ).

### LeXVIIesiècle- Première machine à calculer fonctionnelle

#### Siècle pivot
Le XVIIe siècle fut un siècle charnière dans l'histoire des machines à calculer.
En 1642, Blaise Pascal  inventa la machine à calculer. Il lança le développement du calcul mécanique d'abord en Europe jusqu'en 1680, puis dans le monde entier.
Durant cette période, un ensemble d'outils révolutionnaires d'aide au calcul comme les tables de logarithmes et les règles à calcul virent le jour. De par la facilité qu'ils donnaient aux mathématiciens et aux physiciens de multiplier et de diviser, ces outils dominèrent et freinèrent le développement des machines à calculer jusqu'à la commercialisation de l'arithmomètre en 1851.

#### Premières machines à calculer

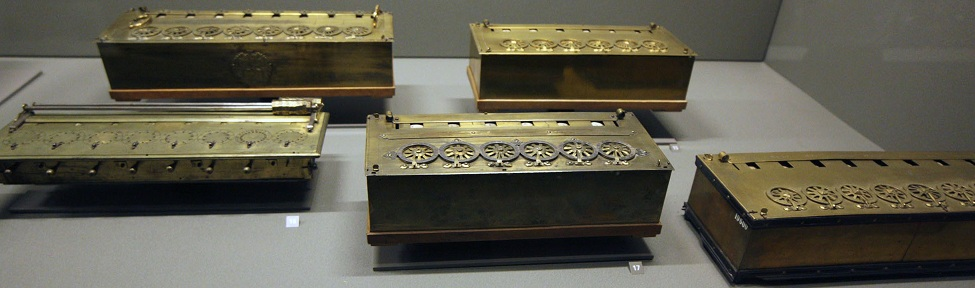
Quatre Pascalines et une machine construite par Lépine en 1725, Musée des arts et métiers.

En 1642, Blaise Pascal invente la machine à calculer, dénommée machine arithmétique, roue pascaline et enfin Pascaline, elle marque l'origine du calcul mécanique. Pascal construisit une vingtaine de pascalines dans la décennie suivante souvent en les perfectionnant ; huit de ces machines ont survécu jusqu'à nos jours, une neuvième fut construite au XVIIIe siècle avec des pièces restantes. Un privilège royal, promulgué par Louis XIV, lui donna l'exclusivité de la production de machines à calculer en France,.
À partir de 1671, Gottfried Leibniz commence ses travaux sur les machines à calculer. Il veut ajouter une interface de multiplication et de division automatique à la pascaline. C'est ainsi qu'il est le premier à décrire une roue à nombre variable de dents en 1685 et qu'il invente son fameux cylindre cannelé. Il construit deux machines avec des cylindres cannelés qui peuvent multiplier deux nombres d'une manière directe, une en 1694 et une en 1706 ; seule la machine de 1694 nous est parvenue et son étude en 1893, posa un problème avec le système de retenue ; la machine donnait un mauvais résultat quand le multiplicateur était un nombre de deux ou trois chiffres. Ceci fait de la Pascaline la seule machine à calculer opérationnelle au XVIIe siècle.

#### Autres aides au calcul
John Napier introduisit les logarithmes et les tables de logarithmes en 1614 avec la publication de Mirifici logarithmorum canonis descriptio (les logarithmes transforment les multiplications en de simples additions et les divisions en soustractions). C'est pendant l’écriture de ce livre, qui demandait beaucoup de calculs, qu'il inventa les bâtons de Napier, qui furent décrits dans le livre Rabdologiæ seu Numerationis per Virgulas libri duo (1617).
La règle à calcul, qui utilise le principe des logarithmes, fut inventée en 1622 par William Oughtred. Cet outil permet, par simple déplacement longitudinal d’échelles graduées, d’effectuer directement des opérations arithmétiques de multiplication et de division mais peut aussi servir à exécuter des opérations plus complexes, telles que le calcul de racines carrées, de racines cubiques, des calculs logarithmiques ou bien trigonométriques. Il fut emmené sur cinq missions du programme Apollo dans les années 1960 et resta en usage jusqu'à l'invention de la calculatrice de poche vers 1970.

#### Horloges à calculer imparfaites
La construction d'une horloge à calculer (un mécanisme d'horloge avec des roues de résultats, d'inscriptions et de retenues ajoutées à chaque unité) était au-delà des capacités des artisans du XVIIe siècle. La raison principale vient du fait que les roues d'une telle machine devaient être plus fortes, et donc plus lourdes, pour résister à la force d'entrée des données et donc leurs inerties et frictions cumulées pouvaient entraîner un blocage et une destruction des engrenages quand une retenue devait être propagée sur plusieurs chiffres successifs. Les seules horloges à calculer de ce siècle qui nous sont parvenues n'ont pas de systèmes de retenue complets et ne peuvent donc pas être appelées machines à calculer. La première horloge à calculer proprement dite fut construite par l'Italien Giovanni Poleni au siècle suivant et ce n'était pas une machine à mode d'inscription direct (les chiffres était inscrits d'abord puis la machine était mise en marche).
- En 1623, Wilhelm Schickard, pasteur et universitaire souabe dessina une horloge à calculer sur deux lettres adressées à Johannes Kepler. La première machine qui devait être construite par un professionnel fut détruite, à moitié finie, dans un incendie en 1624 et Schickard abandonna son projet. Ces lettres furent publiées au moins une fois par siècle à partir de la publication d'un recueil de lettres de Kepler par Michael Hansch en 1718[16]. En 1957 le Dr Franz Hammer réintroduisit cette machine proclamant, en erreur, qu'elle avait été oubliée pendant plus de trois siècles. La construction des premières répliques en 1960 ne put se faire qu'en ajoutant des roues et des ressorts qui ne se trouvaient pas dans les dessins de Schickard[17] et la roue de transmission de retenue à une dent s’avéra ne pas être un système de retenue adéquat[18].
- Vers 1643 un horloger de Rouen, ayant pris connaissance des travaux de Pascal, construisit et vendit une horloge à calculer. Pascal licencia tous ses ouvriers dès qu'il apprit la nouvelle: « l'aspect de ce petit avorton me déplut au dernier point et refroidit tellement l'ardeur avec laquelle je faisais lors travailler à l'accomplissement de mon modèle qu'à l'instant même je donnai congé à tous les ouvriers »[7]. Pascal reprit son travail après avoir reçu la promesse d'une protection par privilège royal mais aussi après avoir constaté que cette horloge à calculer ne marchait pas correctement car ce n'était « qu'une pièce inutile, propre véritablement, polie et très bien limée par le dehors, mais tellement imparfaite au dedans qu'elle n'est d'aucun usage »[7].
- En 1659, l'Italien Tito Livio Burattini construisit une horloge à calculer avec neuf roues indépendantes. Chaque roue était appairée à une petite roue de retenue. À la fin d'une addition il fallait ajouter soit mentalement, soit physiquement le contenu des roues de retenues aux chiffres suivants[19]. Ce n’était pas une machine à calculer.
- En 1666, Samuel Morland inventa une machine pour ajouter des quantités monétaires anglaises. Chaque roue était appairée à une petite roue de retenue comme sur la machine de Burattini. Ce n’était pas une machine à calculer. Morland construisit une autre machine avec des disques interchangeables similaires au système des bâtons de Napier[20],[21].
- En 1673, l'horloger parisien René Grillet publia dans Curiositez mathématiques de l'invention du Sr Grillet, horloger à Paris la description d'une machine à calculer qui aurait été plus petite et plus performante que celle de Pascal. Les deux seules machines de Grillet qui nous sont parvenues n'ont pas de système de retenue du tout, elles ont vingt-sept roues totalement indépendantes. « La machine de Grillet ne mérite donc pas même le nom de machine »[22].

### LeXVIIIesiècle- De très nombreux prototypes

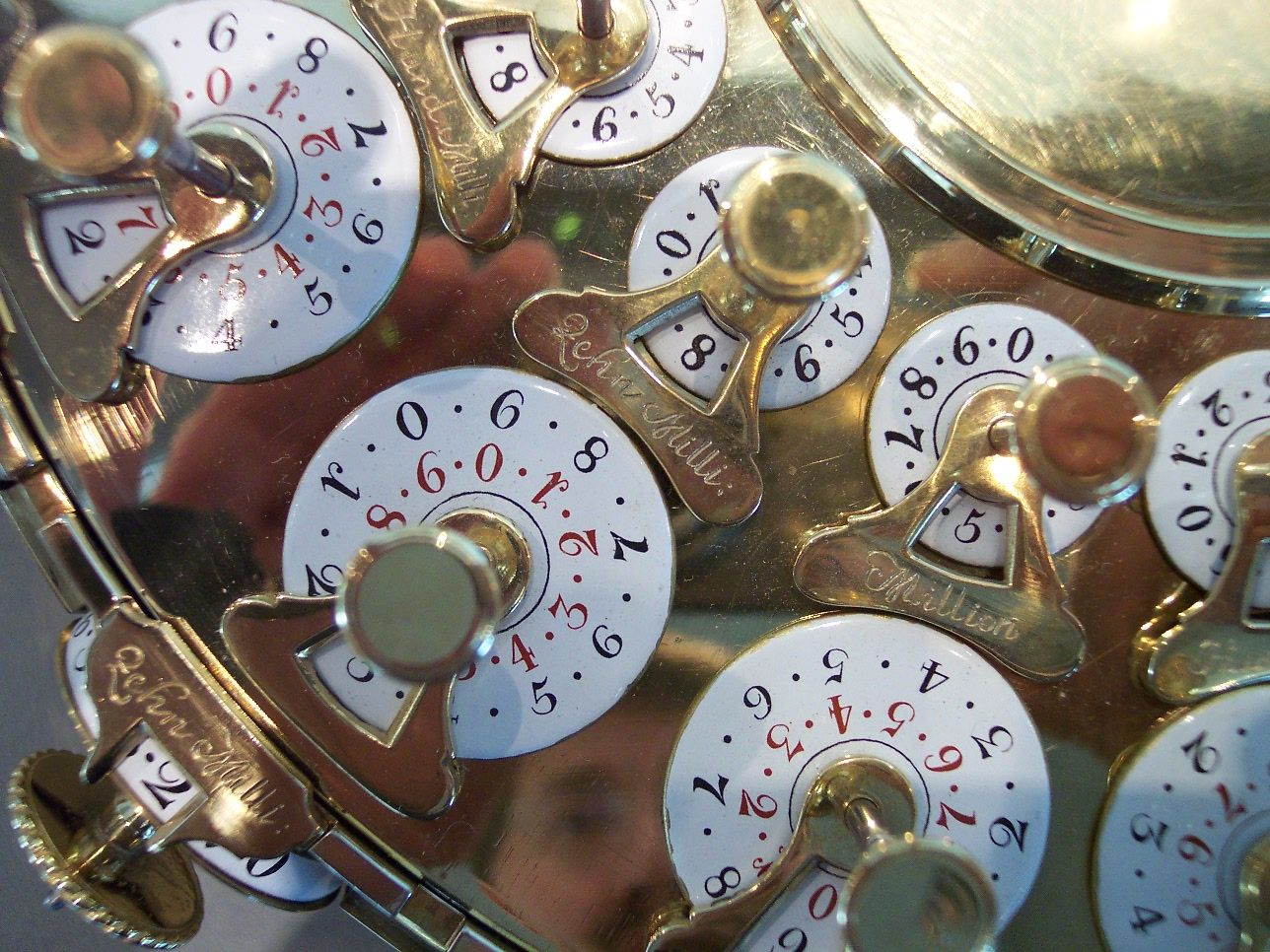
Détails d'une machine à calculer construite au XVIIIe siècle par l'Allemand Johann Helfrich Müller.

Le XVIIIe siècle vit les premières machines à calculer complètes, qui pouvaient faire les quatre opérations d’arithmétique automatiquement. Elles utilisaient soit des cylindres cannelés de Leibniz soit des roues à nombre variable de dents. Les quelques essais de commercialisation n'eurent aucun succès. Les premières horloges à calculer dignes de ce nom firent aussi leur apparition.
- En 1709 l'italien Giovanni Poleni construisit la première machine à calculer utilisant des roues à nombre variable de dents. En fait, c’était une horloge à calcul et elle était en bois[23],[24]. Poleni décrivit sa machine dans son livre Miscellanea en 1709, et elle fut aussi décrite par Jacob Leupold dans son livre Theatrum Machinarum Generale, publié en 1727.
- En 1725, l'Académie des sciences certifia une machine à calculer inventée par Lépine, artisan français. Cette machine ressemblait à une pascaline de l’extérieur et avait un mécanisme d'horloge à calculer à l’intérieur, « ...le report ne s'effectuant pas en cascade, la machine devait se bloquer au-delà de quelques reports simultanés »[25].
- En 1727, Antonius Braun, natif de Souabe, présenta une machine basée sur le principe des roues à nombre variable de dents à l'empereur Charles VI de Vienne. Elle était cylindrique et ressemblait à une horloge de table de la renaissance; elle était finement ciselée, faite d'acier, d'argent et de bronze. Elle pouvait faire les quatre opérations et utilisait des roues à nombre variable de dents[26].
- En 1730, l'Académie des sciences certifia trois machines inventées par Hillerin de Boistissandeau qui avaient un mécanisme d'horloge à calculer. La première machine utilisait un système de retenue à une dent (comme l'horloge de Schickard) et d'après Boistissandeau lui-même la machine ne fonctionnait pas correctement après deux reports consécutifs. Les deux autres machines utilisaient des ressorts pour armer les retenues ce qui est une solution adéquate pour le système de report de retenue d'une horloge à calculer[27] (sur la Pascaline les retenues sont armées progressivement en augmentant l'énergie potentielle des sautoirs).

- En 1770, Philipp-Matthaüs Hahn, pasteur allemand, construisit deux machines de forme circulaire utilisant les cylindres de Leibniz[28],[29]. J.C. Schuster, horloger à Ansbach et beau-frère de Hahn, construisit quelques machines de Hahn jusqu'en 1800[30]

- En 1775, le comte Charles Stanhope d’Angleterre conçut une machine multiplicatrice basée sur une amélioration des cylindres de Leibniz. Il conçut une machine multiplicatrice à nombre variable de dents en 1777 et une machine logique, le Demonstrator[31].

- En 1783, Johann-Helfrich Müller construisit une machine similaire à celle de Hahn.

### XIXesiècle- Le début de la production industrielle

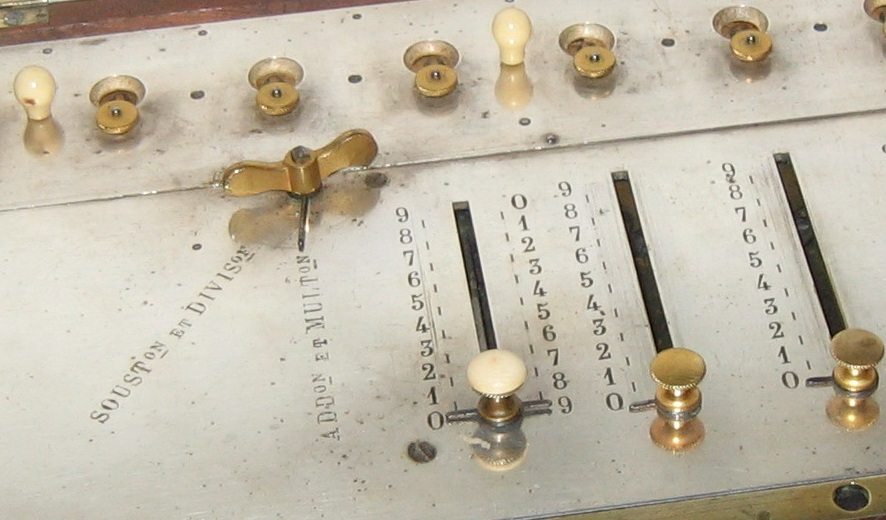
Vue détaillée d'un arithmomètre capable d'opérer les quatre opérations d'arithmétique avec le curseur du multiplicateur à un chiffre sur la gauche. Thomas ne construisit que quelques prototypes avec ce curseur (1850-51).

En 1820 Thomas de Colmar invente l'Arithmomètre, sur la base de la machine de Leibniz de 1673, et de ses fameux cylindres à dents de longueurs progressive. Il permet de multiplier et de diviser un opérande de quelques chiffres par un opérateur à un chiffre. Thomas passera 30 ans et 300.000 francs pour améliorer cette machine. Incidemment, il acheta le château de Maisons-Laffitte en 1848 pour la moitié de cette somme.

Chronologie des machines à calculer de bureau en production au XIXe siècle.

En 1834, Charles Babbage associe les cartes du métier Jacquard à une machine à calculer et imagine sa machine analytique, l’ancêtre des ordinateurs. Il la dote de mémoires, d'imprimantes, d'une unité centrale de calcul, d'un lecteur de cartes Jacquard pour les données et d'un autre pour les cartes de programmes (il crée ainsi le premier langage machine de programmation). Cette machine ne fut jamais construite mais cent ans plus tard, en 1937, Howard Aiken en fit mention plusieurs fois quand il convainquit IBM de se lancer dans le développement d'ordinateurs avec la construction de l'Harvard Mark I,.

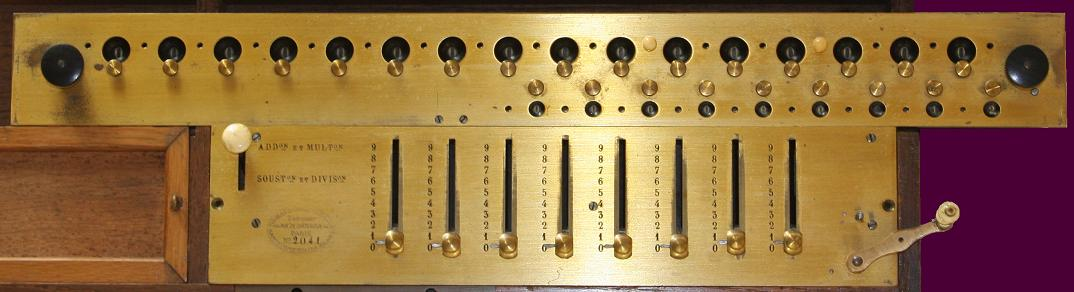
Vue détaillée d'un Arithmomètre avec sa platine mobile étendue. Les machines d'après 1851 ne peuvent faire que des additions et des soustractions de façon directe, mais le déplacement manuel du chariot permet multiplications, divisions, et racines carrées avec rapidité.

En 1851, Thomas de Colmar simplifie l'arithmomètre en ôtant le curseur multiplicateur. Ce n'est plus qu'une machine à addition et soustraction directes mais grâce à son plateau de résultat mobile, et, bientôt, le compteur de tours de manivelle, elle permet de faire des multiplications, des divisions, des racines carrées, d'une manière simple et rapide. Chaque machine est dotée d'un numéro de série et des notices d'instructions sont imprimées. C'est grâce à sa simplicité, à sa fiabilité et à sa robustesse que les banques, les compagnies d'assurances, les bureaux du gouvernement commencent à utiliser une machine à calculer dans leurs opérations journalières. L'arithmomètre devient la première machine à calculer commercialisée ; le début de sa production en série crée l'industrie de la machine à calculer. L'arithmomètre n'a pas de concurrent pendant quarante ans (sauf pour deux de ses clones vers la fin de cette période). Il s'en fabrique près de 5000, jusqu'en 1915/1920, en comptant les fabrications, sur des bases communes, de son mécanicien et successeur, Louis Payen, puis celles de Mme veuve Payen.

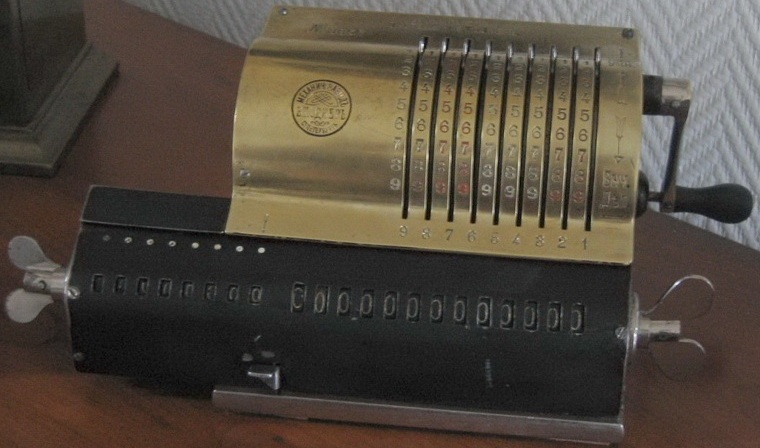
Arithmomètre d'Odhner

En 1873 W.T. Odhner crée l'Arithmomètre d'Odhner en dessinant une machine autour des roues à nombres variables de dents de Poléni. Sa commercialisation commença en 1890. Au fil du temps, cette machine sera clonée dans le monde entier et des millions d'exemplaires seront vendus, jusque dans les années 1970.
Le Comptomètre est breveté aux États-Unis en 1886 ; en 1887 il devient le premier appareil à clavier direct à être commercialisé. Un clavier direct est très rapide car chaque touche ajoute sa valeur au total dès qu'elle est enfoncée (au lieu d'avoir à actionner une manette) et plusieurs touches peuvent être utilisées à la fois. C'est le Comptomètre qui gagne le plus grand nombre de concours de vitesse (addition et soustraction). En 1961, il deviendra la première machine à calculer à avoir un organe de calcul électronique (ANITA mark VII de Sumlock Comptometer Ltd)
La Millionnaire est introduite en 1893. Elle permet la multiplication directe.
Le concept de la calculatrice à crosses est inventé par Louis Troncet en 1889. Il conduit à des instruments plats et portables, qui ne sont pas de véritables machines : L'opérateur effectue un mouvement particulier quand une retenue est nécessaire, mais l'utilisation en est très simple. Ils sont popularisés dans les années 1920 avec l'Addiator. Aux Etats-Unis, ce mécanisme est commercialisé par William Seward Burroughs I dont la société Burroughs Adding Machine Co., établie à Detroit, devint bientôt le premier fabricant de caisses enregistreuses d'Amérique du Nord.

### XXesiècle- Le foisonnement des productions et l'extinction brutale

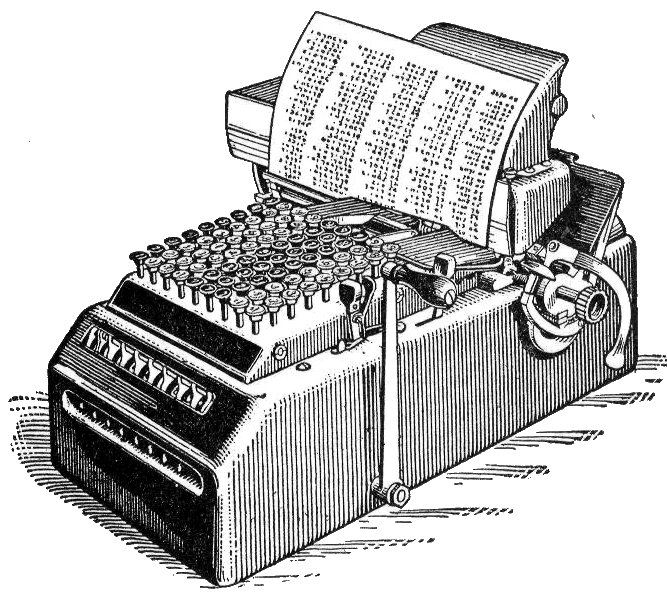
Calculatrice mécanique en 1914.

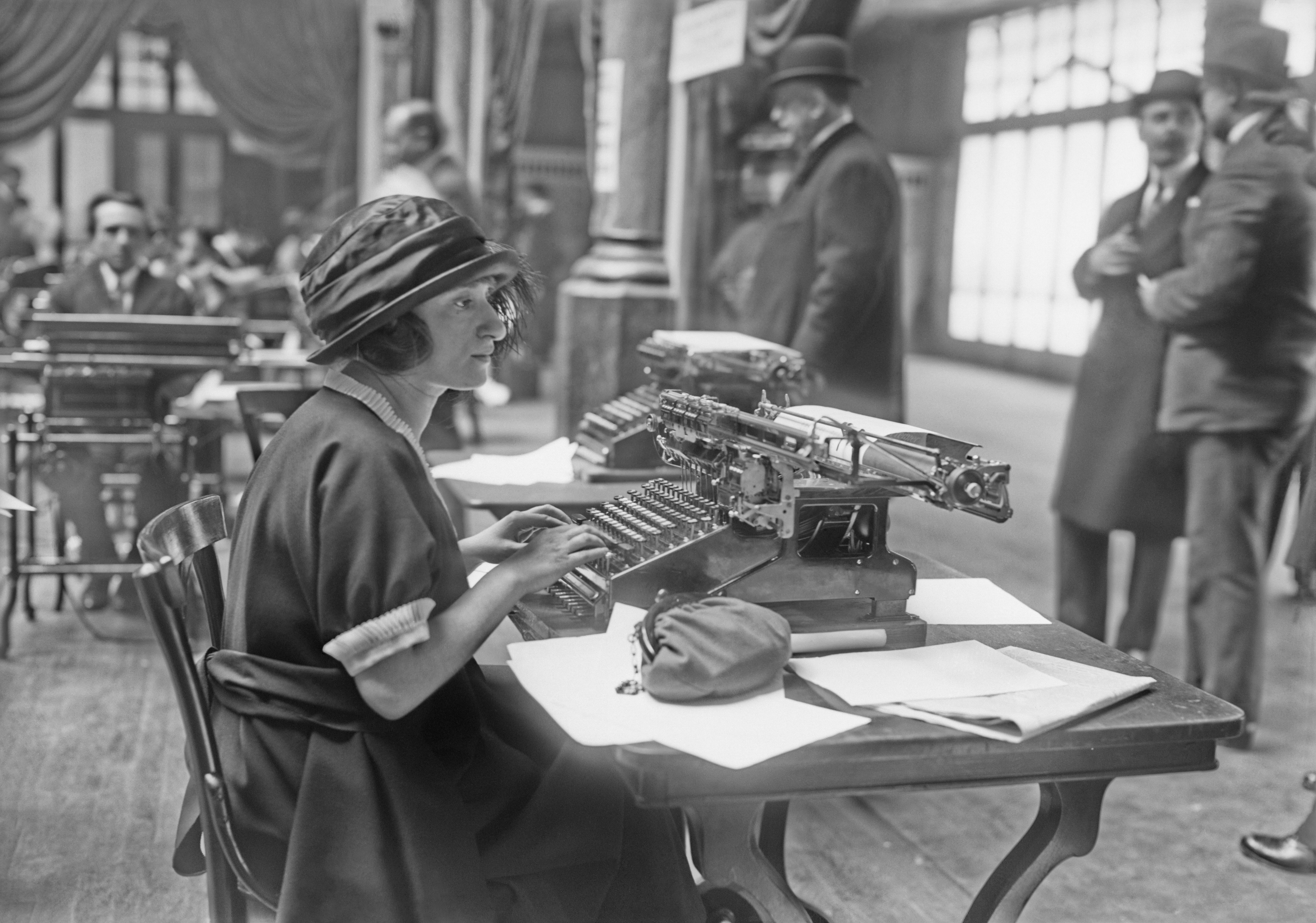
Le 1er concours de machines à calculer a eu lieu le 24 avril 1921 à Magic City (Paris), rue de l’Université. Sur 15 marques concurrentes et 60 opérateurs en compétition, presque tous les premiers prix ont été raflés par la machine comptomètre et ses opérateurs. Les principaux clients de comptomètre sont, entre autres, la Compagnie des chemins de fer du Nord, Hutchinson (entreprise), les Établissements Bokanowski et compagnie. Photo de l'agence Rol, avril 1921.

Entre 1900 et 1960, les calculatrices mécaniques se développent, leur mécanisme s'affine. Certains appareils possèdent des moteurs électriques. De nombreuses calculatrices possèdent une rangée entière de touches numérotées par position décimale, ce qu'on appelle le clavier complet.
En 1902 Dalton introduit la première machine à n'utiliser que 10 touches numériques,(le clavier réduit).
En 1932, la Facit-T est la première machine de ce type à rencontrer un succès commercial.
En 1964, la Divisumma-14 d'Olivetti est la première machine à réaliser les 4 opérations et posséder à la fois 10 touches et un dispositif d'impression du résultat.
En 1948, la Curta est introduite. Il s'agit d'une calculatrice miniaturisée, qui tient dans la main et qui est actionnée par une manivelle, comme un moulin à café. Clin d'œil au génie de Leibniz, elle utilise son cylindre cannelé, premier organe de multiplication de l'histoire.

### Déclin
À la suite du développement des calculateurs électroniques, le marché des calculatrices mécaniques décroît, mais les appareils continuent à se vendre jusqu'au début des années 1970. Les appareils de type Comptomètre sont souvent conservés plus longtemps, leurs opérateurs entraînés étant capables d'effectuer les calculs plus rapidement qu'avec une calculatrice électronique. Néanmoins, le développement des ordinateurs les rend finalement obsolètes.

### Un objet de musée et de collection
Les calculatrices mécaniques ont accompagné une période de développement particulièrement intense des sciences et de l'industrie. Elles apparaissent brutalement en 1850, leur marché explose au tournant du XXe siècle et disparaît tout aussi brutalement dans les années 1970, supplantées par les machines électroniques. Elles ont été pendant 120 ans l'outil de travail des chercheurs comme des ingénieurs et des commerçants. Il est important, pour les générations futures et leur compréhension des progrès de cette période, de conserver une trace de ces machines, de leurs inventeurs, de leurs fabricants, de leurs utilisateurs, ou encore de leur fonctionnement, dont l'ingéniosité est toujours impressionnante.
On peut en voir dans les musées des sciences et des techniques des grands pays industriels (Musée des arts et métiers en France) qui leur consacrent systématiquement une section. On peut aussi rencontrer des chercheurs et des collectionneurs dans un nombre très restreint d'associations nationales. Musées et associations recueillent et préservent documents et matériels et sont des sources de renseignement inépuisables[réf. souhaitée].

Quelques calculateurs mécaniques
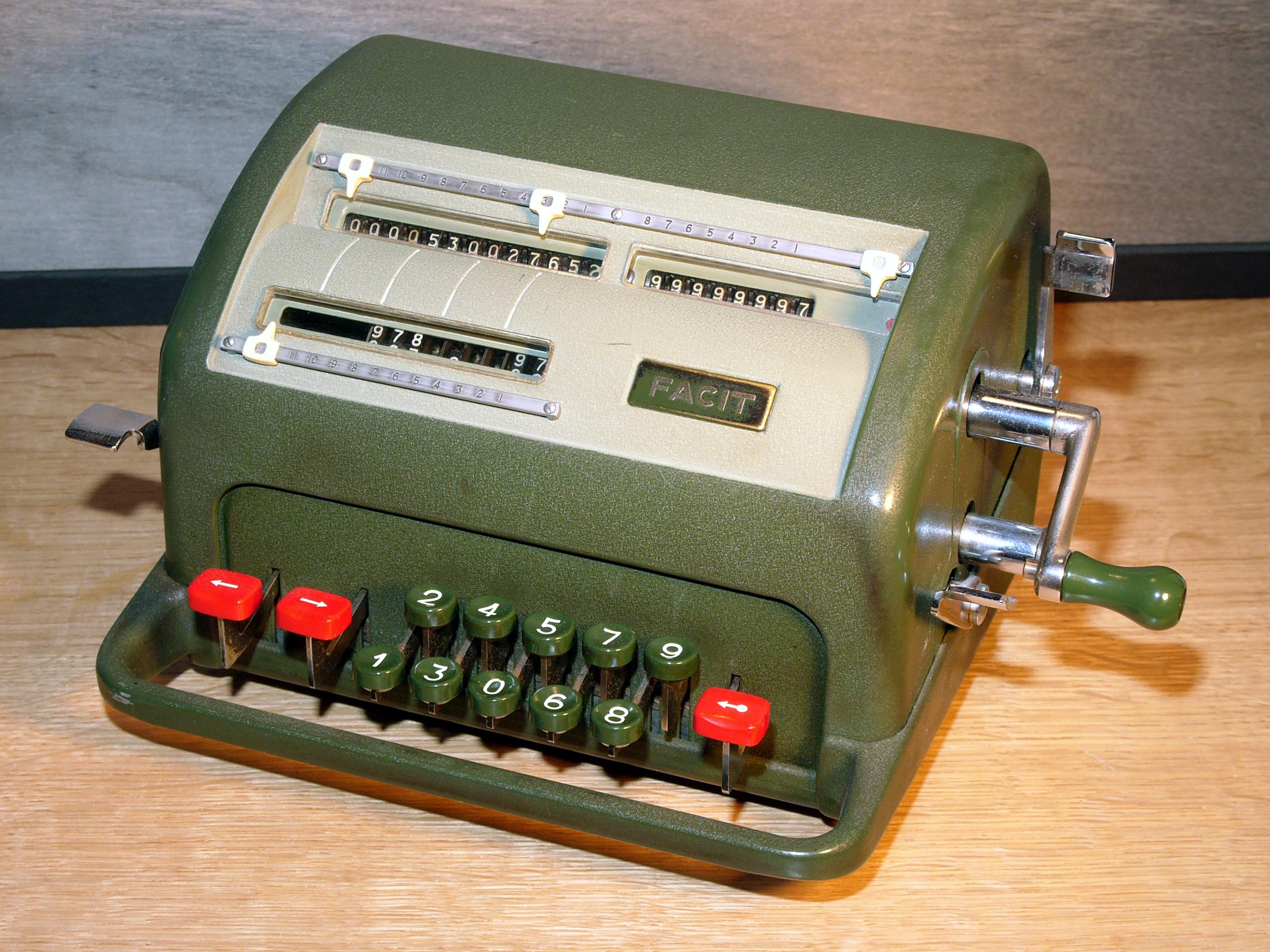
Facit NTK (1954).
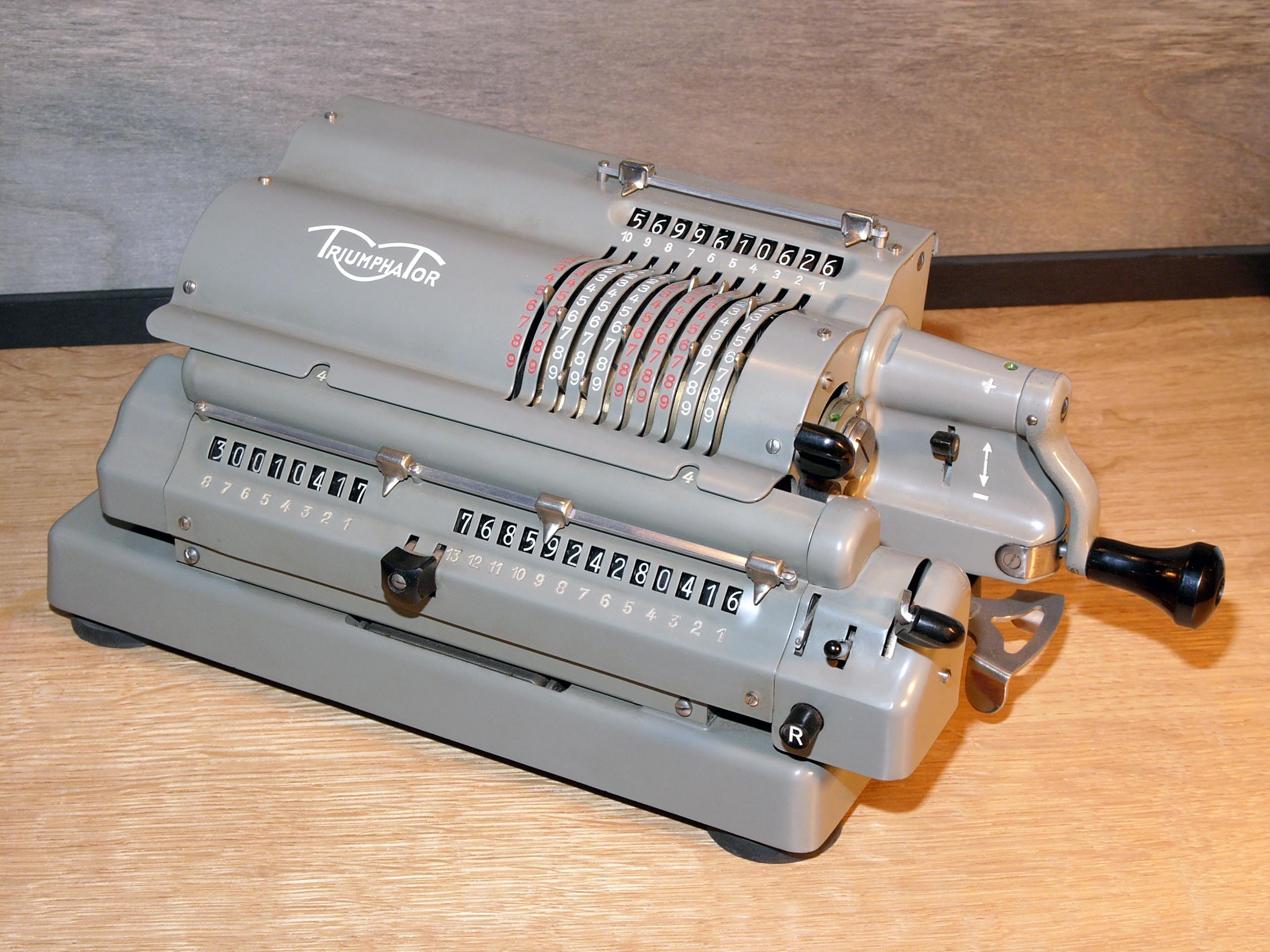
Triumphator CRN1 (1958).
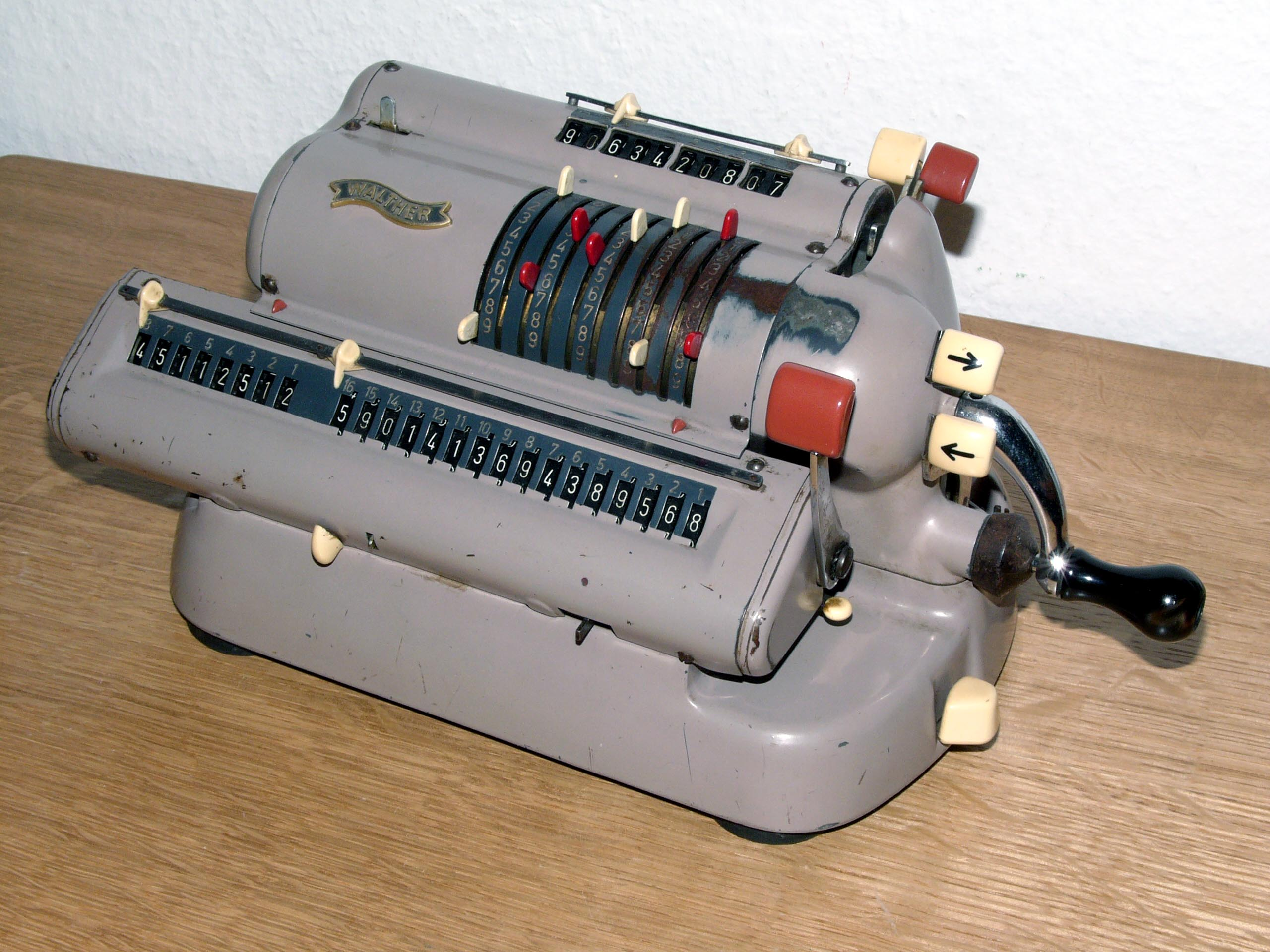
Walther WSR160 (1960).
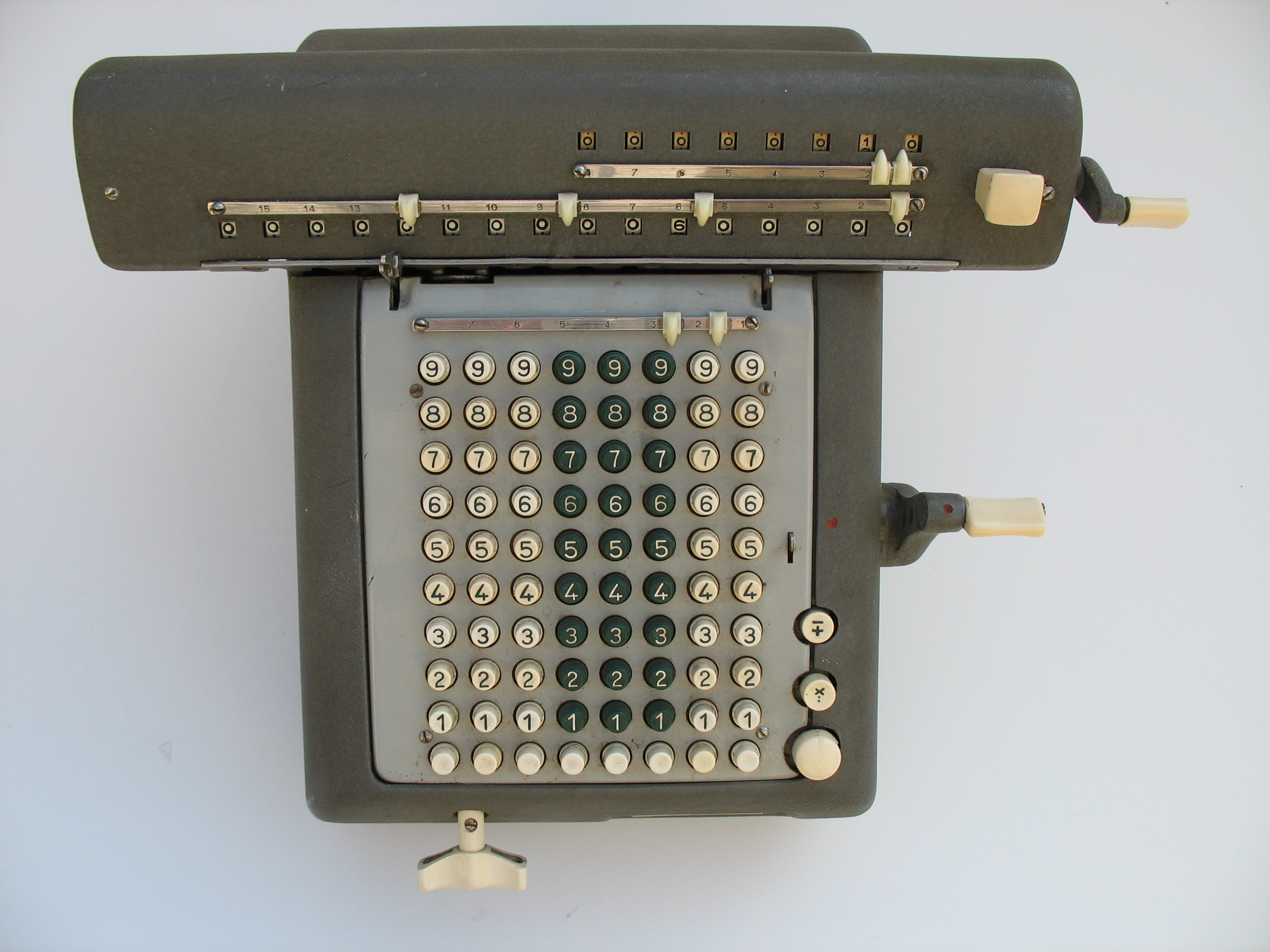
Nisa K.
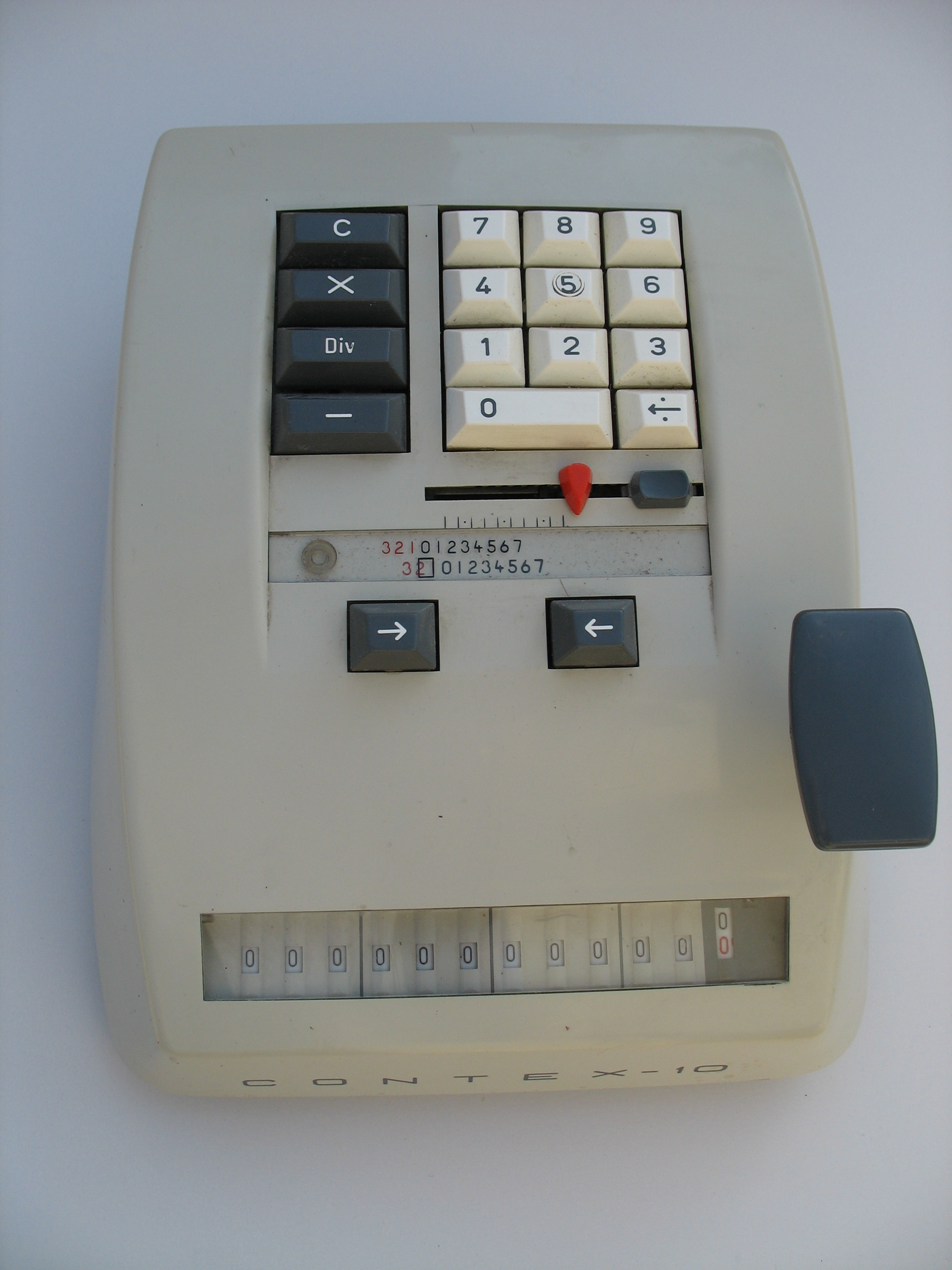
Contex 10.
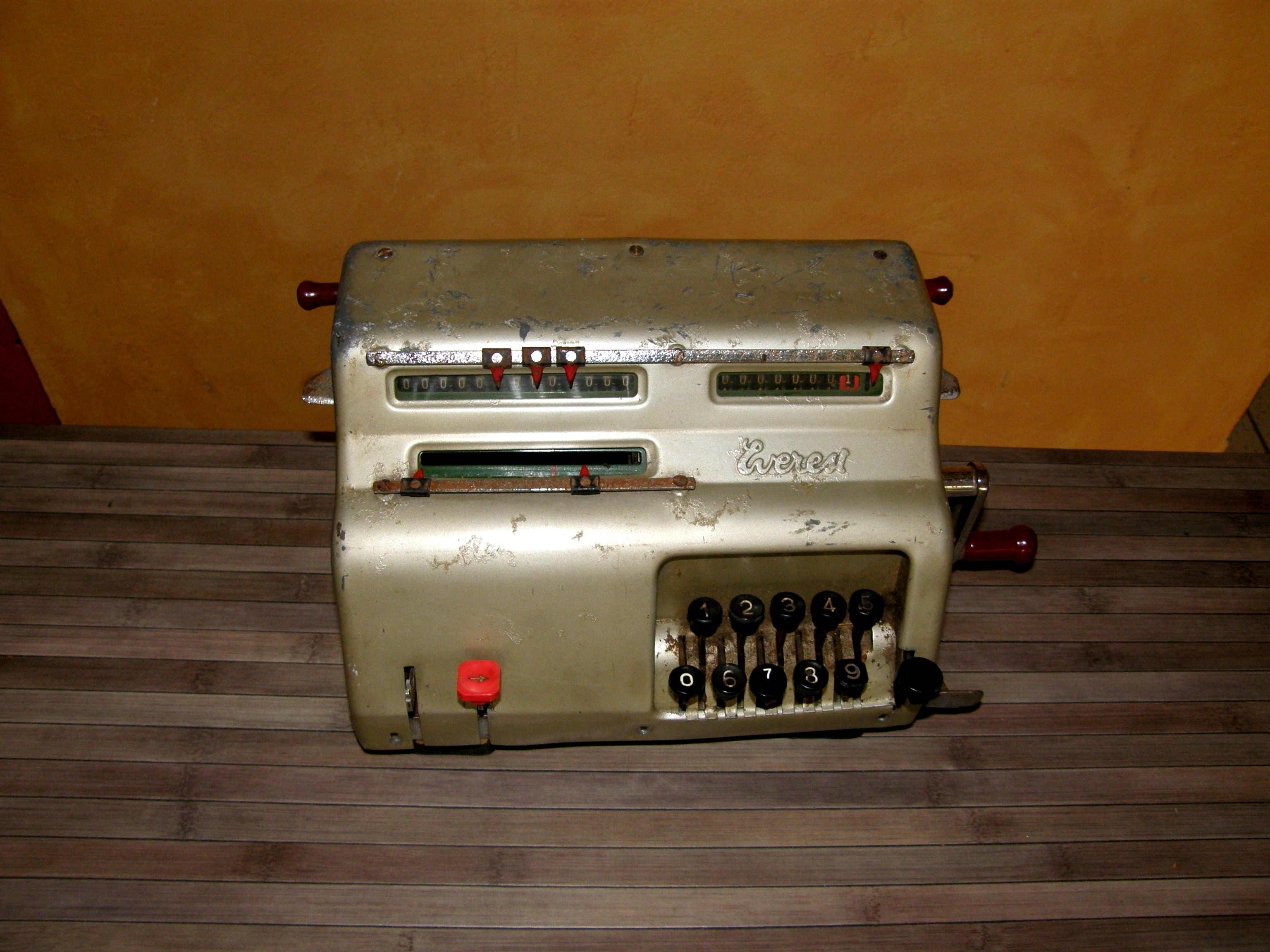
Calculatrice italienne Everest (1955)
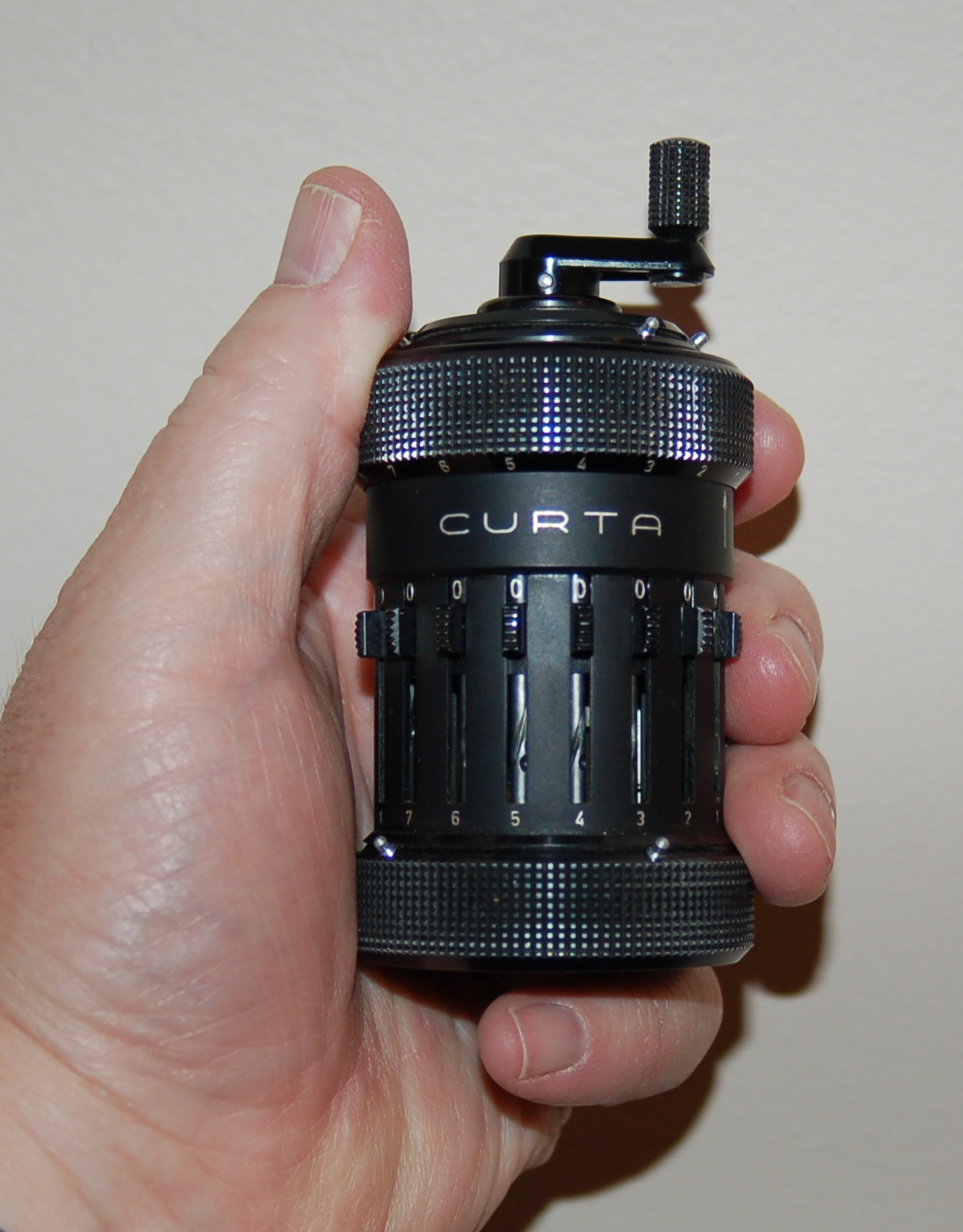
Curta.

## Exemples d'utilisation

### Principes

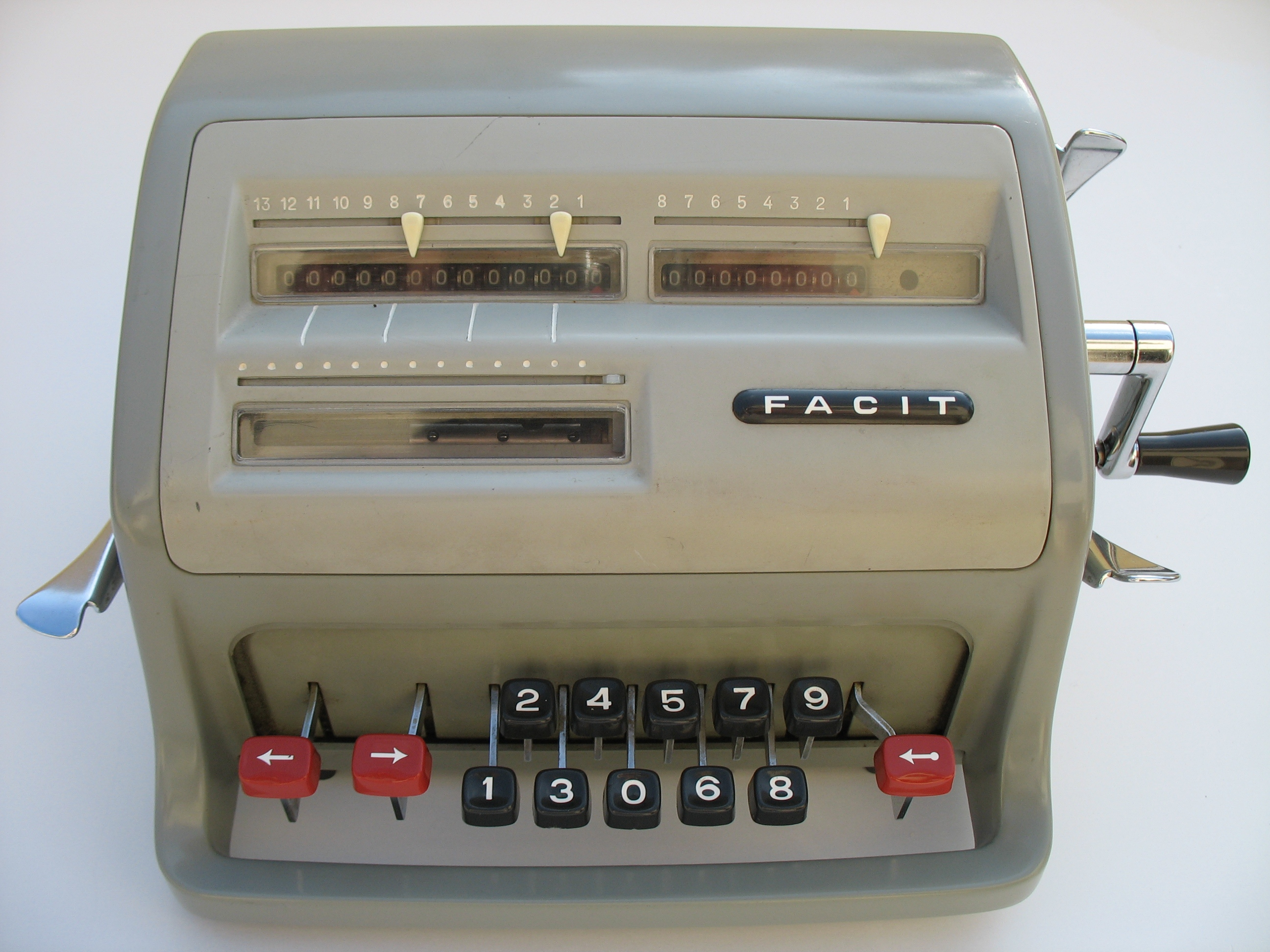
Calculatrice mécanique produite par la société suédoise Facit.

Les calculatrices mécaniques fonctionnent, pour la plupart, sur des principes similaires. Elles sont capables d'effectuer les quatre types d'opérations usuelles : addition, soustraction, multiplication et division.
Les paragraphes qui suivent décrivent des exemples d'opérations sur une machine de type Facit, une compagnie suédoise. Cette machine dispose de trois cadrans : celui en haut à gauche permet d'afficher les résultats, celui de droite s'incrémente ou se décrémente à chaque tour positif (dans le sens horaire) ou négatif (dans le sens antihoraire) de la manivelle, et celui du bas affiche les nombres tapés sur le clavier. Trois leviers permettent d'effacer séparément chacun des trois cadrans et une manivelle permet de réaliser les opérations. Les nombres sont entrés à l'aide d'un clavier numérique similaire à celui d'une machine à écrire. Deux touches fléchées permettent de décaler d'une position décimale vers la droite ou la gauche le nombre utilisé par la manivelle. Cette disposition se retrouve sur de nombreux modèles de calculatrices mécaniques.

### Addition
L'opération 252+49 s'effectue ainsi :
1. Introduire le nombre 252. Celui-ci s'affiche sur l'écran du bas ;
2. En faisant un tour positif de manivelle, reproduire ce nombre sur l'écran de résultat ;
3. Réinitialiser l'écran du bas avec la manette correspondante ;
4. Introduire le nombre 49. Celui-ci s'affiche sur l'écran du bas ;
5. En faisant un tour positif de manivelle, ce nombre est ajouté sur l'écran de résultat : 301.

### Soustraction
L'opération 252-49 s'effectue de la manière suivante :
1. Introduire le nombre 252. Celui-ci s'affiche sur l'écran du bas ;
2. En faisant un tour positif de manivelle, reproduire ce nombre sur l'écran de résultat ;
3. Réinitialiser l'écran du bas avec la manette correspondante ;
4. Introduire le nombre 49. Celui-ci s'affiche sur l'écran du bas ;
5. En faisant un tour négatif de manivelle, ce nombre est retranché de l'écran de résultat : 203.

### Multiplication
Pour effectuer l'opération 252×49, trois méthodes sont possibles :
- méthode fastidieuse (jamais utilisée mais utile en pédagogie), en considérant la multiplication par 49 comme l'équivalent de 48 additions successives de 252 sur lui-même :
  1. Introduire le nombre 252. Celui-ci s'affiche sur l'écran du bas,
  2. Faire 49 tours positifs de la manivelle. L'écran de droite indique le nombre de tours. Finalement, l'écran de gauche indique le résultat obtenu : 12 348 ;
- méthode rapide, en décomposant 49 sous la forme 4×10+9 :
  1. Introduire le nombre 252. Celui-ci s'affiche sur l'écran du bas,
  2. Traiter le chiffre des unités de 49 : faire 9 tours positifs de manivelle. L'écran de droite indique le nombre de tours (9) et l'écran de gauche indique le résultat obtenu : 2 268,
  3. Appuyer une fois sur la flèche de gauche : cette opération décale le nombre posé et permet d'ajouter à chaque tour de manivelle le nombre 2 520 et non plus 252,
  4. Traiter le chiffre des dizaines de 49 : faire 4 tours positifs de la manivelle. L'écran de droite indique le nombre de tours et l'écran de gauche indique le résultat final : 12 348 ;
- Multiplication dite « abrégée ». En considérant 49 comme 5×10-1 :
  1. Introduire le nombre 252. Celui-ci s'affiche sur l'écran du bas,
  2. Appuyer une fois sur la flèche de gauche pour passer aux dizaines : chaque tour de manivelle ajoute alors 2 520 à l'écran de résultat,
  3. Faire 5 tours positifs. L'écran de droite indique le nombre de tours (50) et l'écran de gauche indique le résultat obtenu : 12 600,
  4. Appuyer une fois sur la flèche de droite pour revenir aux unités : chaque tour de manivelle ajoute 252 à l'écran de résultat,
  5. Faire 1 tour négatif. L'écran de droite indique le nombre de tours (49) et l'écran de gauche indique le résultat final : 12 348,

Six tours de manivelle ont suffi dans la multiplication abrégée au lieu de 13 dans la multiplication classique. Les machines électromécaniques les plus évoluées utilisent automatiquement ce principe pour réduire le temps de calcul.

### Division
Pour effectuer l'opération 252/49 :
1. Introduire le nombre 252. Celui-ci s'affiche sur l'écran du bas ;
2. Faire 1 tour positif. Le nombre 252 est écrit sur les cadrans de gauche et du bas, le nombre 1 est écrit à droite ;
3. Effacer l'écran du bas et l'écran de droite à l'aide des leviers appropriées ;
4. Introduire le nombre 49. Celui-ci s'affiche sur l'écran du bas ;
5. Faire des tours négatifs jusqu'à ce que le cadran de gauche indique un nombre inférieur à 49 ;
6. le quotient s'écrit sur le cadran de droite : 5. Le reste est affiché sur celui de gauche : 7.